# Michel Chasles

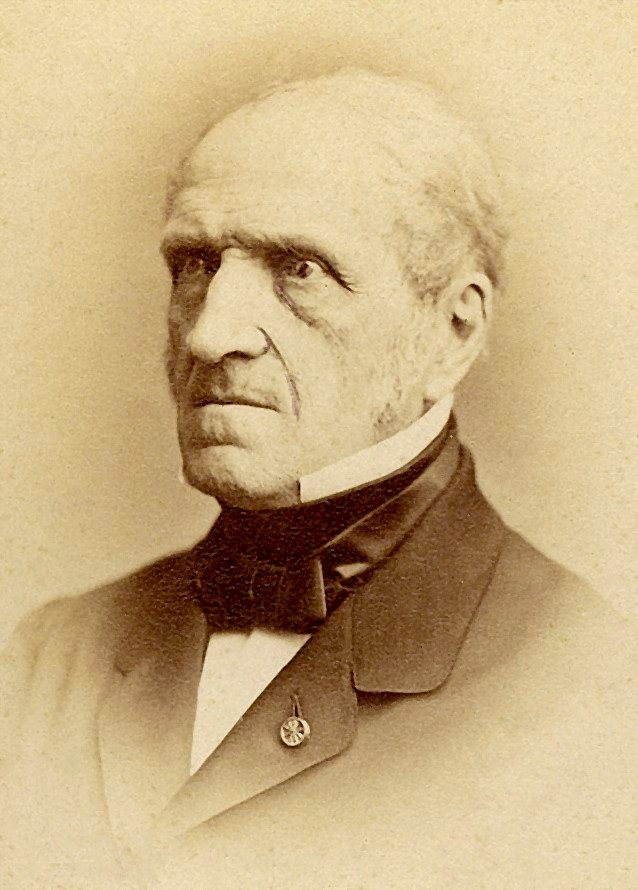
Michel Chasles

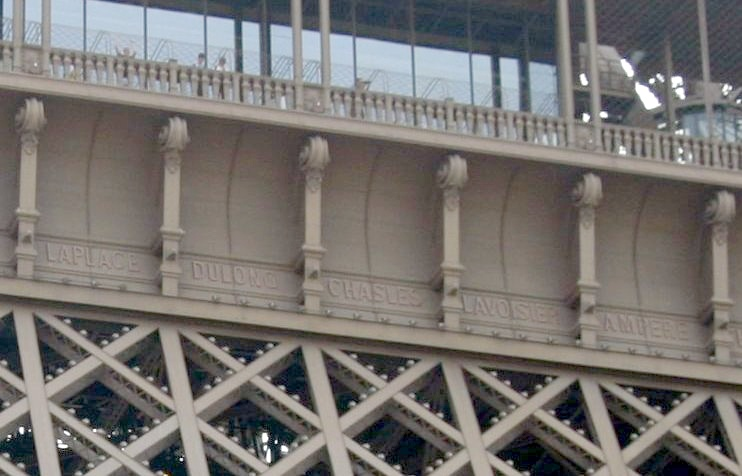
Chasles’ Namenszug auf dem Eiffelturm (Mitte)

Michel Chasles (* 15. November 1793 in Épernon; † 18. Dezember 1880 in Paris) war ein französischer Mathematiker.

## Leben
Chasles besuchte zwischen 1812 und 1814 die École polytechnique in Paris und lebte dann in Chartres, wo er sich mit mathematischen Studien beschäftigte. Hier war er seit 1825 Professor, erhielt dann 1841 eine Professur für Geodäsie und Maschinenlehre an der École polytechnique in Paris. An der Akademie der Wissenschaften in Paris wurde ihm 1846 eigens ein Lehrstuhl für die höhere Geometrie eingerichtet. 1839 wurde er korrespondierendes und 1851 ordentliches Mitglied des Instituts.
Chasles ist einer der Begründer der sogenannten neueren Geometrie, der géométrie nouvelle, die die anspruchsvollsten geometrischen Aufgaben ohne Zuhilfenahme der Algebra zu lösen versuchte.
Viel Aufsehen erregte ein Streit um Handschriften, der 1867 durch Mitteilungen Chasles ausbrach. Chasles behauptete, im Besitz von Briefen Galileis, Pascals und Newtons zu sein, aus denen hervorgehe, dass die Newton zugeschriebenen großen Entdeckungen auf Pascal zurückzuführen seien. Chasles hielt an der Authentizität dieser von Denis Vrain-Lucas gefälschten Handschriften fest, bis 1869 als Ergebnis eines Gerichtsverfahrens erwiesen war, dass diese gefälscht waren. Chasles war Opfer von Betrügern geworden, denen er sogar Briefe von Kleopatra an Cäsar abkaufte, die in Französisch verfasst waren.
In seinem Aperçu Historique (1837), in dem er historische und eigene geometrische Untersuchungen vermischt, präsentiert er u. a. Euklid (Porism) als Vorläufer der projektiven Geometrie. Auch die schwer verständlichen Werke von Gérard Desargues versuchte er zu rekonstruieren. 1843 argumentierte er in einer Geschichte der Arithmetik, dass das Dezimalsystem schon auf Pythagoras (statt erst auf die Inder) zurückgehe.
Er ist namentlich auf dem Eiffelturm verewigt, siehe: Die 72 Namen auf dem Eiffelturm. 1873 war er der erste Präsident der Société Mathématique de France.
Ab 1829 war er Mitglied der Académie royale de Bruxelles, zunächst korrespondierendes und ab 1845 assoziiertes Mitglied. 1839 wurde er korrespondierendes und 1851 Vollmitglied der Académie des sciences. 1854 wurde er zum auswärtigen Mitglied („Foreign Member“) der Royal Society und 1858 zum Mitglied der Preußischen Akademie der Wissenschaften gewählt. 1861 wurde er in die Russische Akademie der Wissenschaften in Sankt Petersburg und 1864 sowohl in die American Academy of Arts and Sciences als auch in die National Academy of Sciences aufgenommen.
Der Asteroid (18510) Chasles wurde nach ihm benannt.

## Schriften
- Aperçu historique sur l’origine et le dévéloppement des méthodes en géométrie. (1837).
- Traité de géométrie supérieure. (1852).
- Traité de sections coniques. Band 1 (1865).
- Rapport sur le progrès de la géométrie. (1871).